# ماده ۲۳۱ معاهده ورسای

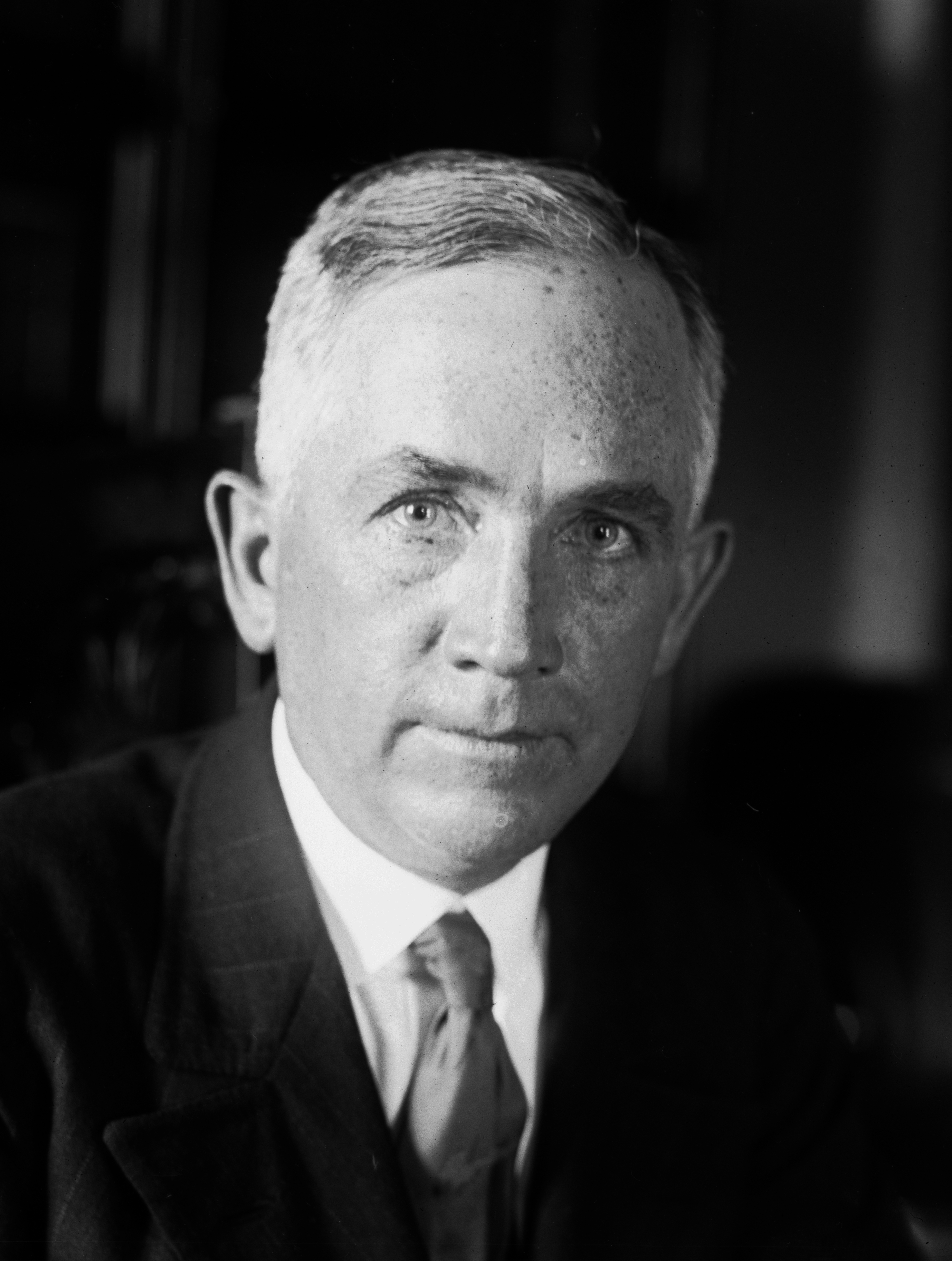
نورمن دیویس، معاون وزیر امور خارجه

ماده ۲۳۱ معاهده ورسای (انگلیسی: Article 231 of the Treaty of Versailles) معروف به بند گناه جنگ مقاله آغازین بخش غرامت پیمان ورسای بود که به جنگ جهانی اول بین امپراتوری آلمان و نیروهای متفقین جنگ جهانی اول پایان داد. در این مقاله از کلمه «گناه» استفاده نشده بود، اما به عنوان مبنایی قانونی برای وادار کردن آلمان به پرداخت غرامت برای جنگ بود.
این بند آلمان را وادار می‌کرد تا مسئولیت کامل به راه انداختن جنگ جهانی اول را به عهده بگیرد. به این ترتیب، آلمان مسئول تمام زیان‌های مادی بود، و نخست‌وزیر فرانسه، ژرژ کلمانسو، به ویژه بر تحمیل پرداخت غرامت‌های سنگین اصرار ورزید. کلمانسو و فرانسوی‌ها با اینکه می‌دانستند آلمان به احتمال قوی توان پرداخت این بدهی بسیار سنگین را ندارد، اما به شدت نگران تجدید قوای سریع آلمان و یک جنگ جدید علیه فرانسه بودند. از این رو، فرانسوی‌ها به دنبال آن بودند که با استفاده از روش معاهده پس از جنگ، تلاش‌های آلمان را برای کسب دوباره برتری اقتصادی و تقویت توان تسلیحاتی این کشور را محدود کنند.
قرار شد که ارتش آلمان به ۱۰۰۰۰۰ نفر محدود و سربازگیری نیز ممنوع اعلام شود. این معاهده نیروی دریایی را به کشتی‌های زیر ۱۰۰۰۰ تن محدود و دستیابی و یا نگهداری از ناوگان زیردریایی را ممنوع می‌کرد. علاوه بر این، آلمان اجازه نگهداری نیروی هوایی را نداشت. این کشور همچنین ملزم به اجرای دادرسی جنایات جنگی علیه قیصر آلمان و سایر رهبران کشور به جرم آغاز جنگ تهاجمی بود. محاکمه لایپزیگ، بدون قیصر یا دیگر رهبران عالی‌رتبه ملی در جایگاه متهم، عمدتاً به تبرئه متهمان انجامید و حتی در آلمان نیز از نظر همگان محاکمه‌ای ساختگی تلقی شد.
دولت دموکراتیک و نوبنیاد آلمان، معاهده ورسای را یک «صلح تحمیلی» می‌دانست. هرچند فرانسه که به لحاظ مالی بیش از دیگر کشورهای گروه «چهار قدرت بزرگ» آسیب دیده بود و بر شرایط دشوار در معاهده اصرار می‌ورزید، اما در نهایت، آن پیمان صلح نتوانست به حل و فصل مناقشات بین‌المللی که آغازگر جنگ جهانی اول بود کمک کند. بر عکس، آن پیمان حتی موجب جلوگیری از همکاری میان کشورهای اروپایی شد و مسائل اساسی را که در درجه اول باعث و بانی جنگ شده بودند پیچیده‌تر کرد.
معاهده‌های صلح هر یک از کشورهای شکست خورده- آلمان، اتریش، مجارستان و بلغارستان- از نظر مردمشان مجازاتی ناعادلانه جلوه می‌نمود. دولت‌های این کشورها- چه دموکراتیک مثل آلمان یا اتریش، چه خودکامه مثل مجارستان و بلغارستان (به صورت ادواری)- سریعاً به نقض شرایط نظامی و مالی این پیمان‌ها روی آوردند. تلاش برای تجدید نظر یا مخالفت با شرایط سنگین معاهده صلح، به عنصر کلیدی در سیاست‌های خارجی هر یک از این کشورها و به عامل بی‌ثباتی در سیاست بین‌المللی تبدیل شد.
«بند گناه جنگ»، در معاهده، پرداخت ضروری غرامت‌های آن، و محدودیت‌های اعمال شده بر نیروهای نظامی آلمان از نظر بسیاری از آلمانی‌ها سنگین و شاق بود. بازبینی در معاهده ورسای یکی از عواملی بود که نزد اغلب رأی دهندگان در اوایل دهه ۱۹۲۰ و اوایل دهه ۱۹۳۰ به احزاب راست‌گرای افراطی در آلمان، از جمله حزب نازی هیتلر، اعتباری ویژه بخشید.